# Estação Los Dominicos
A Estação Los Dominicos é uma das estações do Metrô de Santiago, situada em Santiago, ao lado da Estação Hernando de Magallanes. É uma das estações terminais da Linha 1.
Foi inaugurada em 07 de janeiro de 2010. Localiza-se no cruzamento da Avenida Apoquindo com a Avenida Patagonia. Atende a comuna de Las Condes.